# Tetanocera obtusifibula
Tetanocera obtusifibula är en tvåvingeart som beskrevs av Axel Leonard Melander 1920. Tetanocera obtusifibula ingår i släktet Tetanocera och familjen kärrflugor. Inga underarter finns listade i Catalogue of Life.